# ESTJ

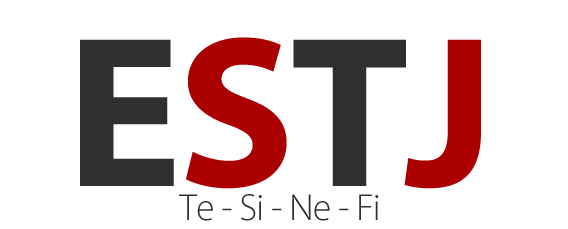
ESTJ.

ESTJ (Extroversión, Sensorial, Racional (Thinking), Juzgador (Judging)) es un acrónimo utilizado en el Indicador de Tipo de Myers-Briggs (MBTI) para referirse a uno de los dieciséis tipos de personalidad. La metodología de evaluación MBTI fue desarrollada a partir de los trabajos del eminente psiquiatra Carl G. Jung en su obra Tipos psicológicos, en la que propuso una tipología psicológica basada en sus teorías de funciones cognitivas.
A partir del trabajo de Jung, otros investigadores continuaron con el desarrollo de tipologías psicológicas. Entre los tests de personalidad más difundidos se encuentran el test MBTI, desarrollado por Isabel Briggs Myers y Katharine Cook Briggs, y el Keirsey Temperament Sorter, desarrollado por David Keirsey. Keirsey se refiere a los ESTJs como los Supervisores, uno de los cuatro tipos pertenecientes al temperamento que Keirsey denomina los Guardianes.
Aproximadamente entre el ocho al doce por ciento de la población posee un tipo ESTJ.

## La preferencia MBTI
- E - Extrovertido preferido sobre Introvertido
- S - Sensorial preferido sobre Intuitivo
- T - Racional (Thinking) preferido sobre Emocional
- J - Calificador (Judging)  preferido sobre Perceptivo

## Características del tipo ESTJ

### Descripción de Myers-Briggs
Los ESTJs son prácticos, realistas, y con los pies sobre la tierra, con una preferencia natural por los negocios o la mecánica. Si bien no se interesan por temas para los cuales no les ven una aplicación, ellos pueden esforzarse de ser necesario. Les gusta organizar y administrar actividades, Los ESTJs son buenos administradores, especialmente si recuerdan tener en cuenta los sentimientos y puntos de vista de las otras personas, que muy a menudo obvian considerar.

### Descripción de Keirsey
Según Keirsey, los ESTJs son individuos con conciencia cívica que se dedican a mantener las instituciones que ayudan al funcionamiento de la sociedad.  Son defensores del statu quo y creen con énfasis en las reglas y procedimientos. Los ESTJs son expansivos y no dudan en comunicar sus opiniones y expectativas a otras personas.